# Patrimoni dell'umanità dell'Asia

Suddivisione dei patrimoni UNESCO per nazione (2018)

N.B.: Il numero tra parentesi indica l'anno di ingresso nella lista.

## Patrimoni dell'umanità per stato

### Afghanistan

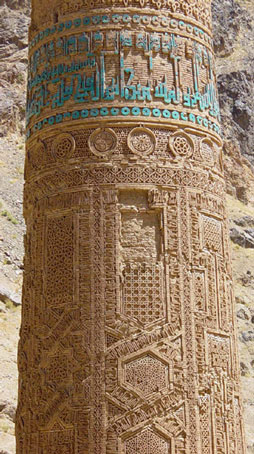
Parte esterna del Minareto di Jam, con le decorazioni, Afghanistan

1. Minareto e resti archeologici di Jam (nei pressi del fiume Hari Rud) (2002)
2. Panorama culturale e resti archeologici della Valle di Bamiyan (2003)

### Arabia Saudita
1. Sito archeologico di Al-Hijr (Mada'in Salih) (2008)
2. Quartiere di al-Turayf ad al-Dirʿiyya (2010)
3. Gedda storica, porta della Mecca (2014)
4. Arte rupestre nella regione di Ha'il dell'Arabia Saudita (2015)
5. Oasi di Al-Ahsa, un paesaggio culturale in evoluzione (2018)
6. Area culturale di Hima, incisioni rupestri (2021)

### Armenia

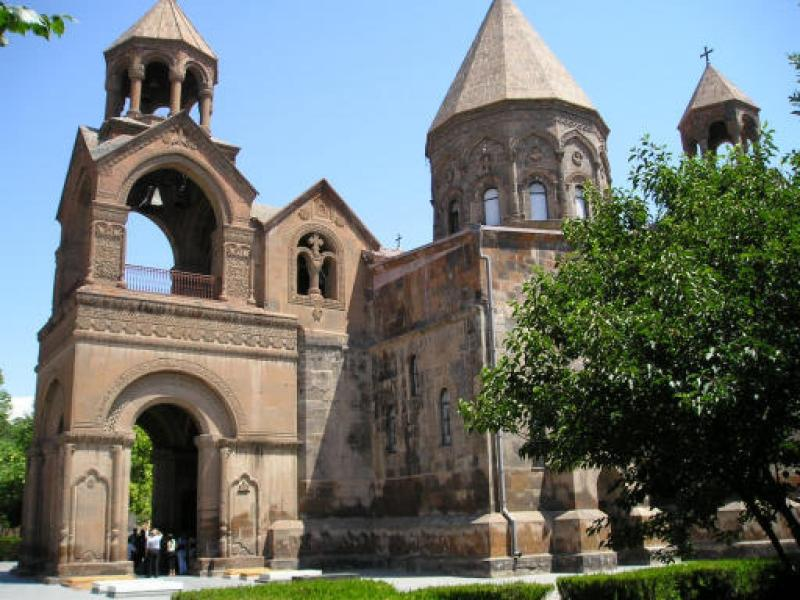
La Cattedrale di Echmiadzin

1. Monasteri di Haghpat e Sanahin (1996-2000)
2. Cattedrale e chiese di Echmiadzin e sito archeologico di Zvartnots (2000)
3. Monastero di Geghard e Alta Valle dell'Azat (2000)

### Azerbaigian
1. Città murata di Baku con il Palazzo degli Shirvanshah e la Torre della Vergine (2000)
2. Paesaggio culturale dell'arte rupestre di Qobustan (2007)
3. Centro storico di Şəki con il Palazzo del Khan (2019)

### Bahrein
1. Qal'at al-Bahrain - antico porto e capitale di Dilmun (2005)
2. Raccolta delle perle, testimonianza dell'economia di un'isola (2012)
3. Tumuli sepolcrali della cultura Dilmun (2019)

### Bangladesh

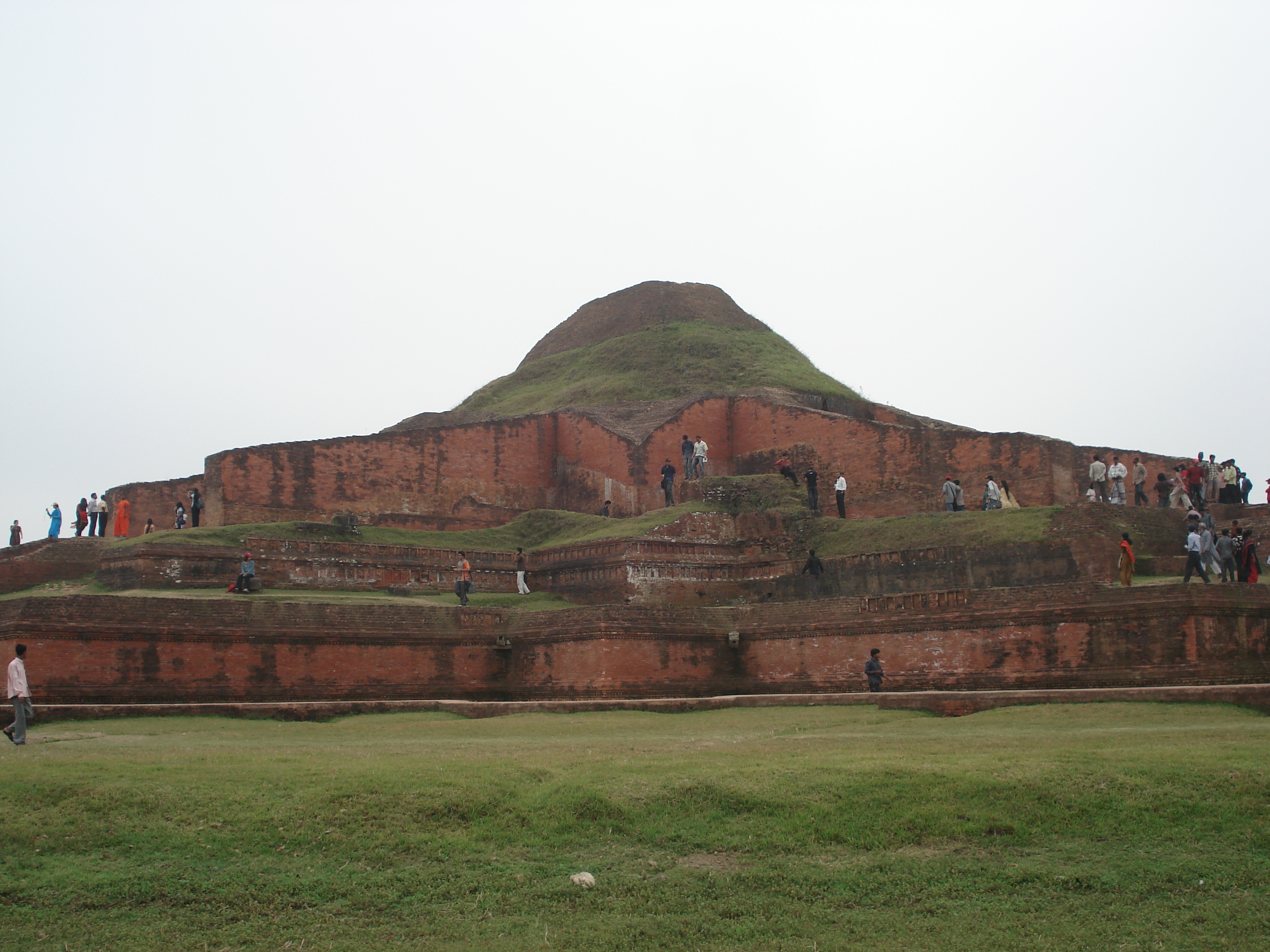
Rovine del Vihara Buddista a Paharpur, Bangladesh

1. Storica città-moschea di Bagerhat (1985)
2. Rovine del Vihara Buddista a Paharpur (1985)
3. Parco nazionale delle Sundarbans (foresta di mangrovie) (1997)

### Birmania
1. Città degli antichi regni Pyu (2014)
2. Bagan (2019)

### Cambogia
1. Angkor (1992)
2. Tempio di Preah Vihear (2008)

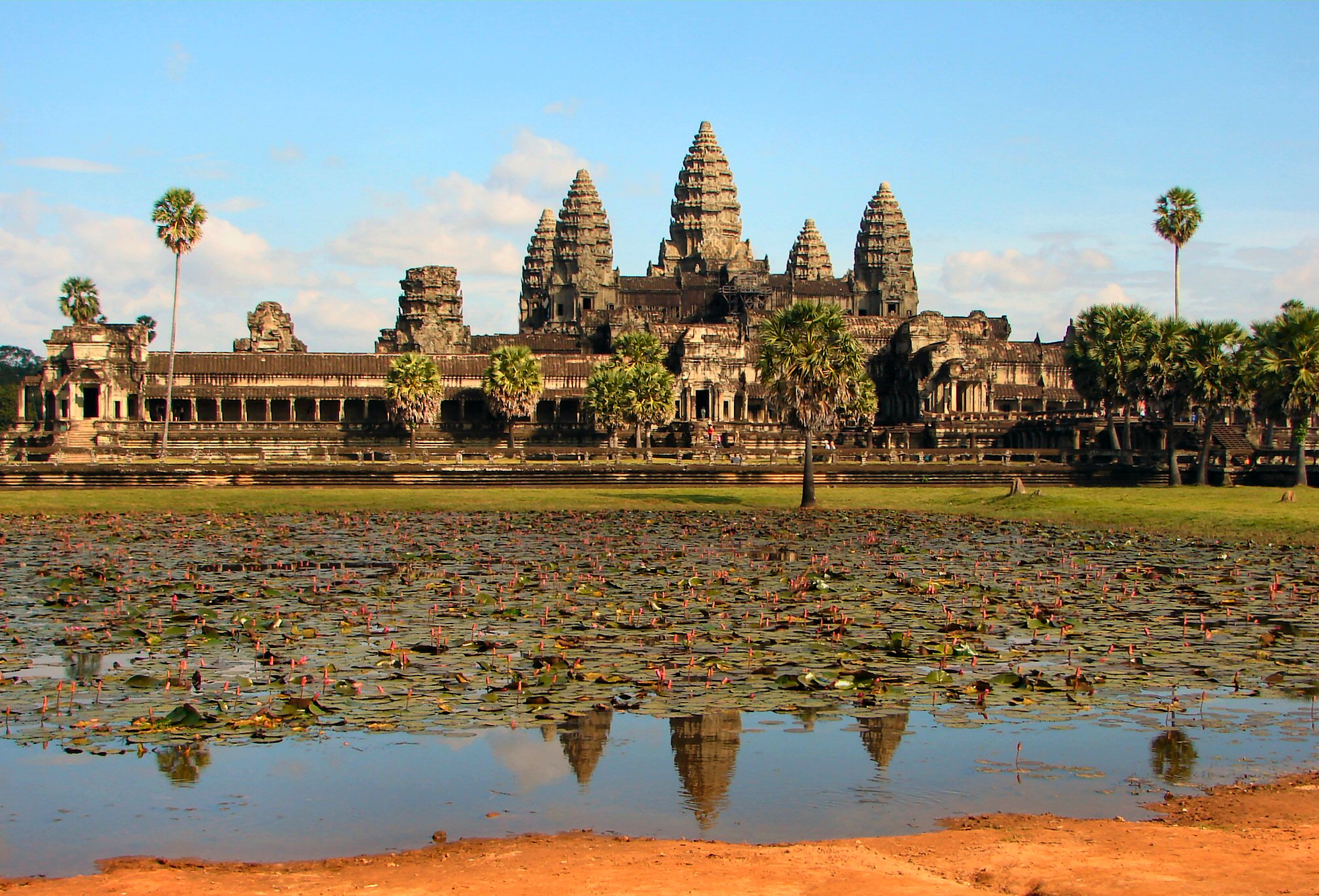
Angkor, Cambogia

3. Zona del tempio di Sambor Prei Kuk, sito archeologico dell'antica Ishanapura (2017)

### Cina
1. La Grande muraglia cinese (1987)

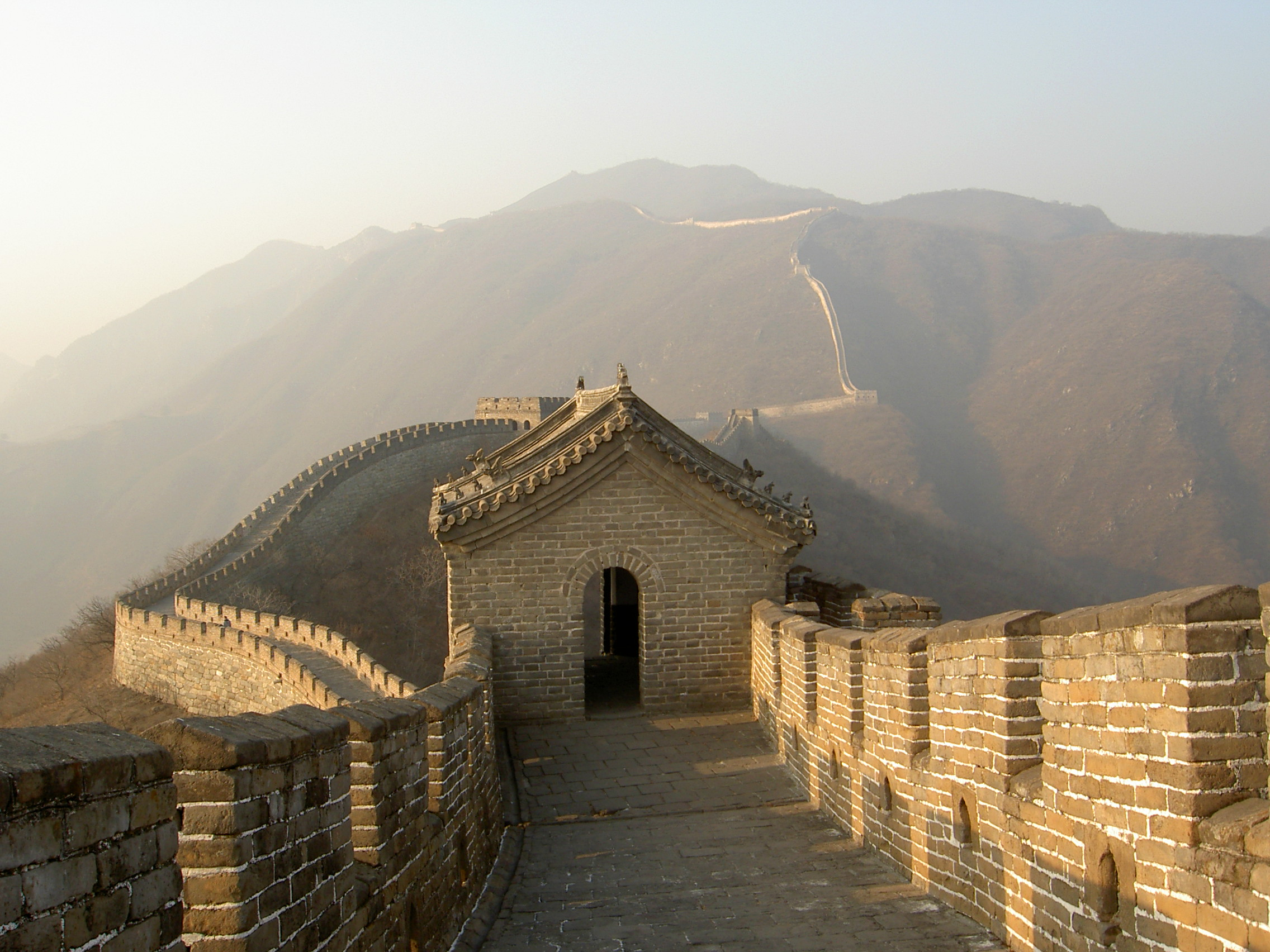
Vista della grande muraglia, Cina

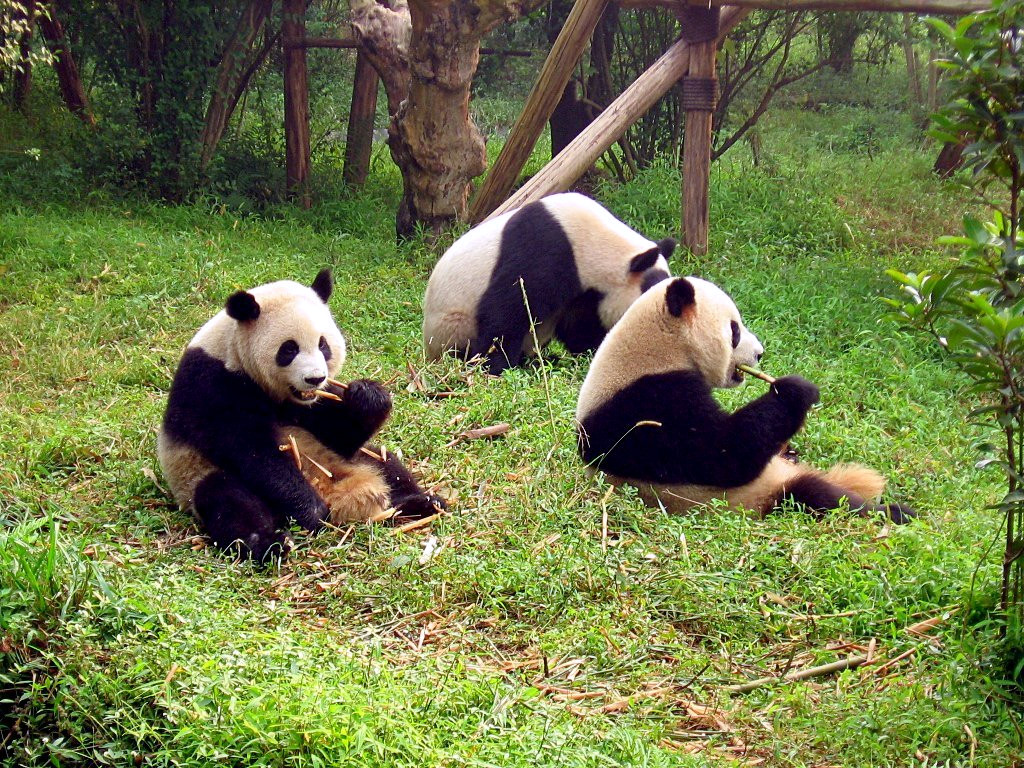
Santuari del panda gigante, Cina

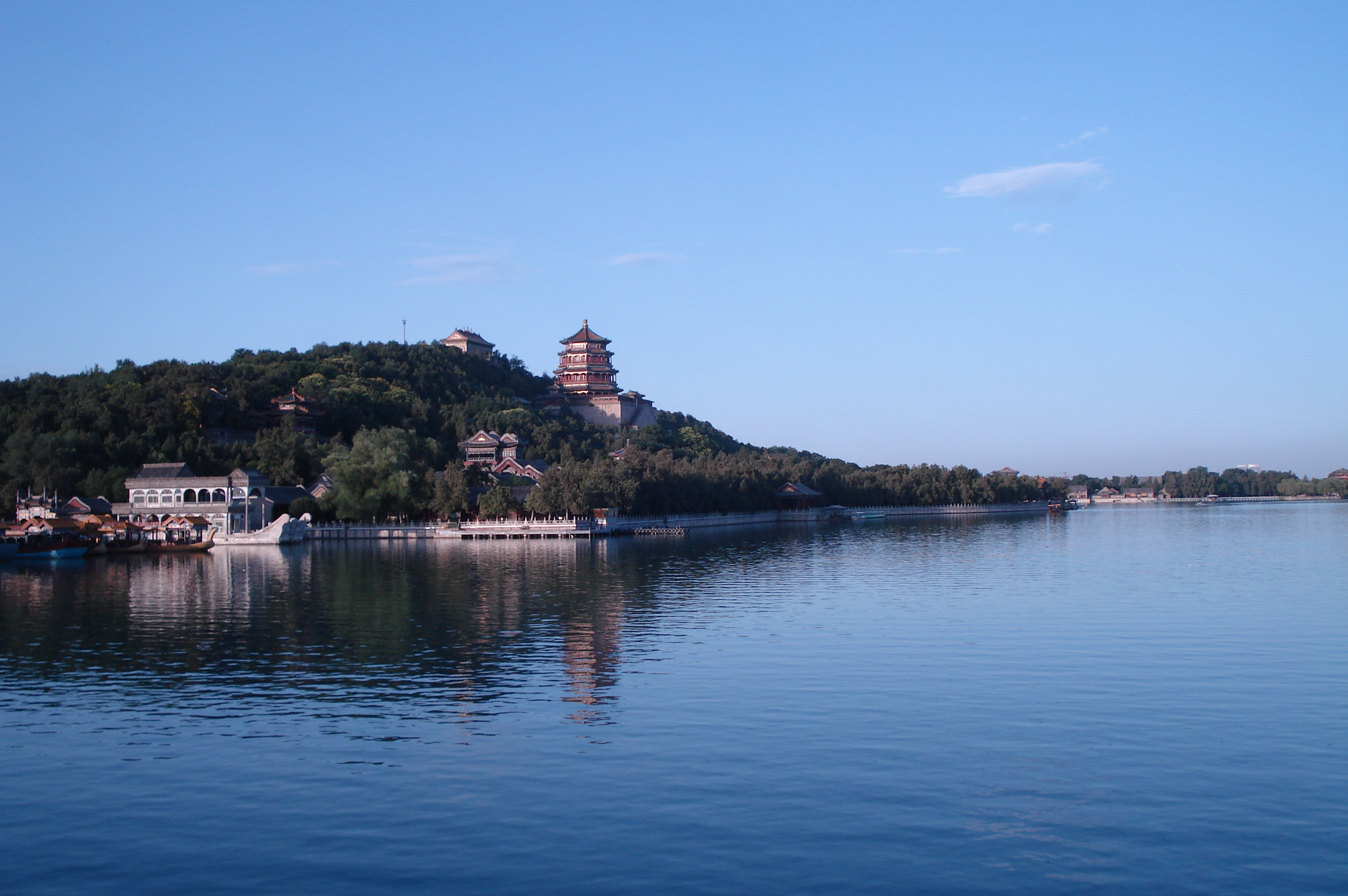
Palazzo d'Estate a Pechino, Cina

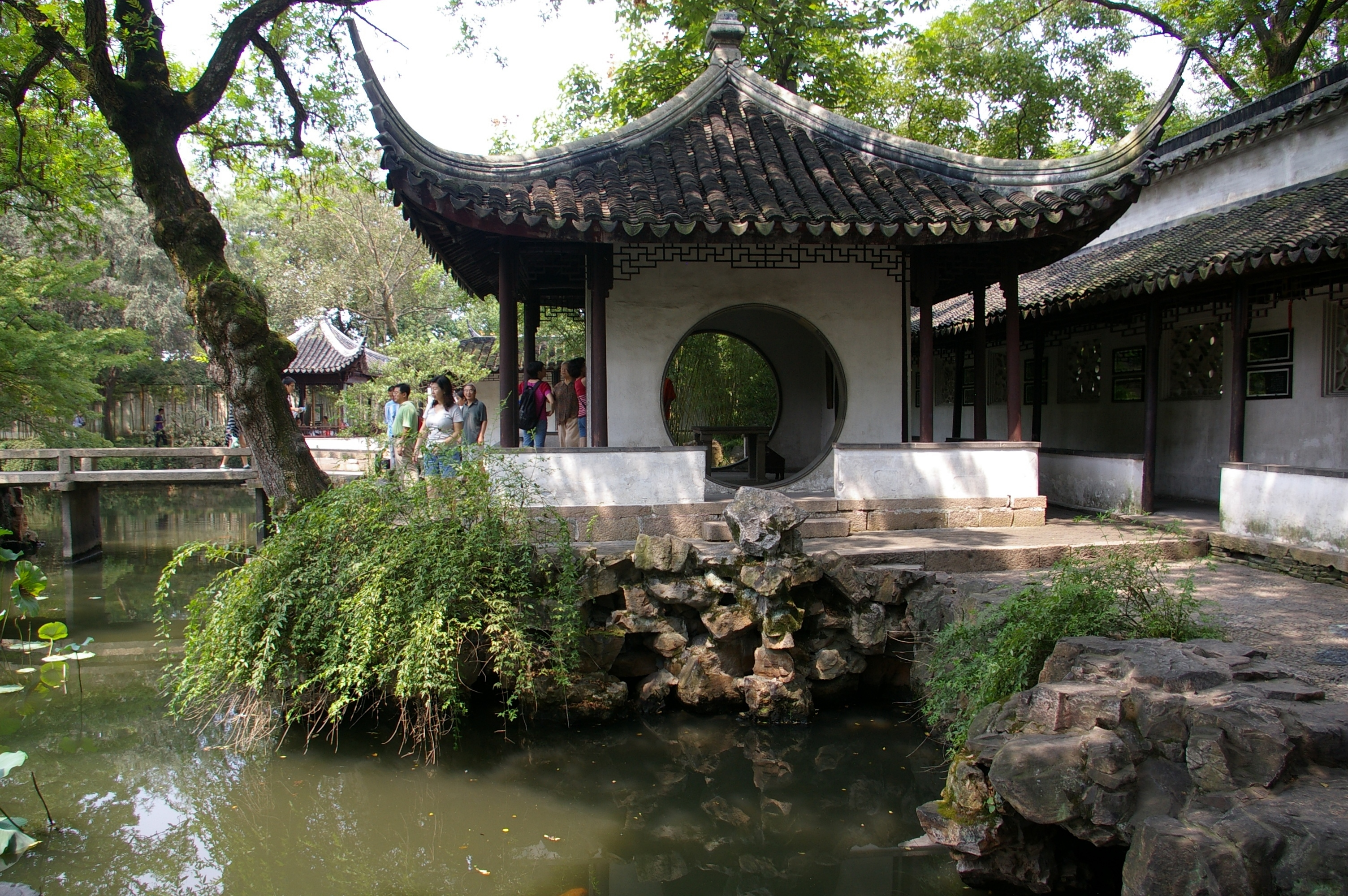
il Giardino dell'Umile Amministratore a Suzhou, Cina

2. Monte Taishan, provincia dello Shandong (1987)
3. Palazzi Imperiali delle dinastie Ming e Qing a Pechino (Città proibita) e Shenyang (Palazzo Mukden) (1987-2004)
4. Grotte di Mogao, a Dunhuang, provincia del Gansu (1987)
5. Mausoleo del primo Imperatore Qin a Xi'an, provincia di Shaanxi (1987)
6. Sito dell'uomo di Pechino a Zhoukoudian, Municipalità di Pechino (1987)
7. Monti Huangshan, provincia di Anhui (1990)
8. Valle del Jiuzhaigou, area di interesse scenico e storico, provincia dello Sichuan (1992)
9. Huanglong, area di interesse scenico e storico, provincia dello Sichuan (1992)
10. Wulingyuan, area di interesse scenico e storico, provincia dello Hunan (1992)
11. Località montana e templi circostanti, Chengde, provincia di Hebei (1994)
12. Tempio e cimitero di Confucio e maniero della famiglia Kong a Qufu, provincia dello Shandong (1994)
13. Antico complesso di edifici nei monti Wudang, provincia di Hubei (1994)
14. Insieme storico del Palazzo del Potala, Lhasa, Tibet (1994-2000-2001)
15. Parco nazionale Lushan, provincia dello Jiangxi (1996)
16. Area scenica del Monte Emei, compreso il Buddha gigante di Leshan, provincia dello Sichuan (1996)
17. Città vecchia di Lijiang, provincia di Yunnan (1997)
18. Antica città di Ping Yao, provincia di Shanxi (1997)
19. Giardini classici di Suzhou, provincia di Jiangsu (1997-2000)
20. Palazzo d'Estate e giardino imperiale di Pechino (1998)
21. Il Tempio del Cielo: un altare sacrificale imperiale a Pechino (1998)
22. Monte Wuyi, provincia di Fujian (1999)
23. Incisioni rupestri di Dazu, provincia di Sichuan (1999)
24. Monte Qincheng e il sistema di irrigazione del Dujiangyan, provincia di Sichuan (2000)
25. Antichi villaggi nell'Anhui meridionale-Xidi e Hongcun (2000)
26. Grotte di Longmen, vicino Luoyang, provincia di Henan (2000)
27. Tombe imperiali delle dinastie Ming e Qing (2000-2003-2004)
28. Grotte di Yungang a Datong, provincia di Shanxi (2001)
29. Area protetta dei tre fiumi paralleli dello Yunnan (2003)
30. Città capitali e tombe dell'antico regno Goguryeo (2004)
31. Il centro storico di Macao (2005)
32. Santuari del panda gigante nella provincia di Sichuan (2006)
33. Sito archeologico di Yin Xu, nella provincia di Henan (2006)
34. Diaolou e i villaggi del Kaiping (2007)
35. Paesaggio carsico della Cina meridionale (2007-2014)
36. Tulou di Fujian (2008)
37. Parco nazionale del monte Sanqingshan (2008)
38. Monte Wutai (2009)[2]
39. Danxia cinese (2010)
40. Monumenti storici di Dengfeng (2010)
41. Paesaggio culturale del Lago dell'ovest di Hangzhou (2011)
42. Sito fossile di Chengjiang (2012)
43. Sito di Xanadu (2012)
44. Tien Shan del Sinkiang (2013)
45. Paesaggio culturale dei terrazzamenti a riso hani di Honghe (2013)
46. Il Gran Canale (2014)
47. Vie della Seta: la rete stradale del corridoio Chang'an-Tianshan (2014)
48. Insediamenti Tusi (2015)
49. Paesaggio culturale dell'arte rupestre di Zuojiang Huashan (2016)
50. Shennongjia del Hubei (2016)
51. Hoh Xil del Qinghai (2017)
52. Kulangsu: un insediamento storico internazionale (2017)
53. Fanjingshan (2018)
54. Santuari degli uccelli migratori lungo le coste del Mar Giallo - Golfo di Bohai (fase 1) (2019)
55. Rovine archeologiche della città di Liangzhu (2019)

### Corea del Nord
1. Complesso di tombe Goguryeo (2004)
2. Monumenti e siti storici di Kaesŏng (2013)

### Corea del Sud

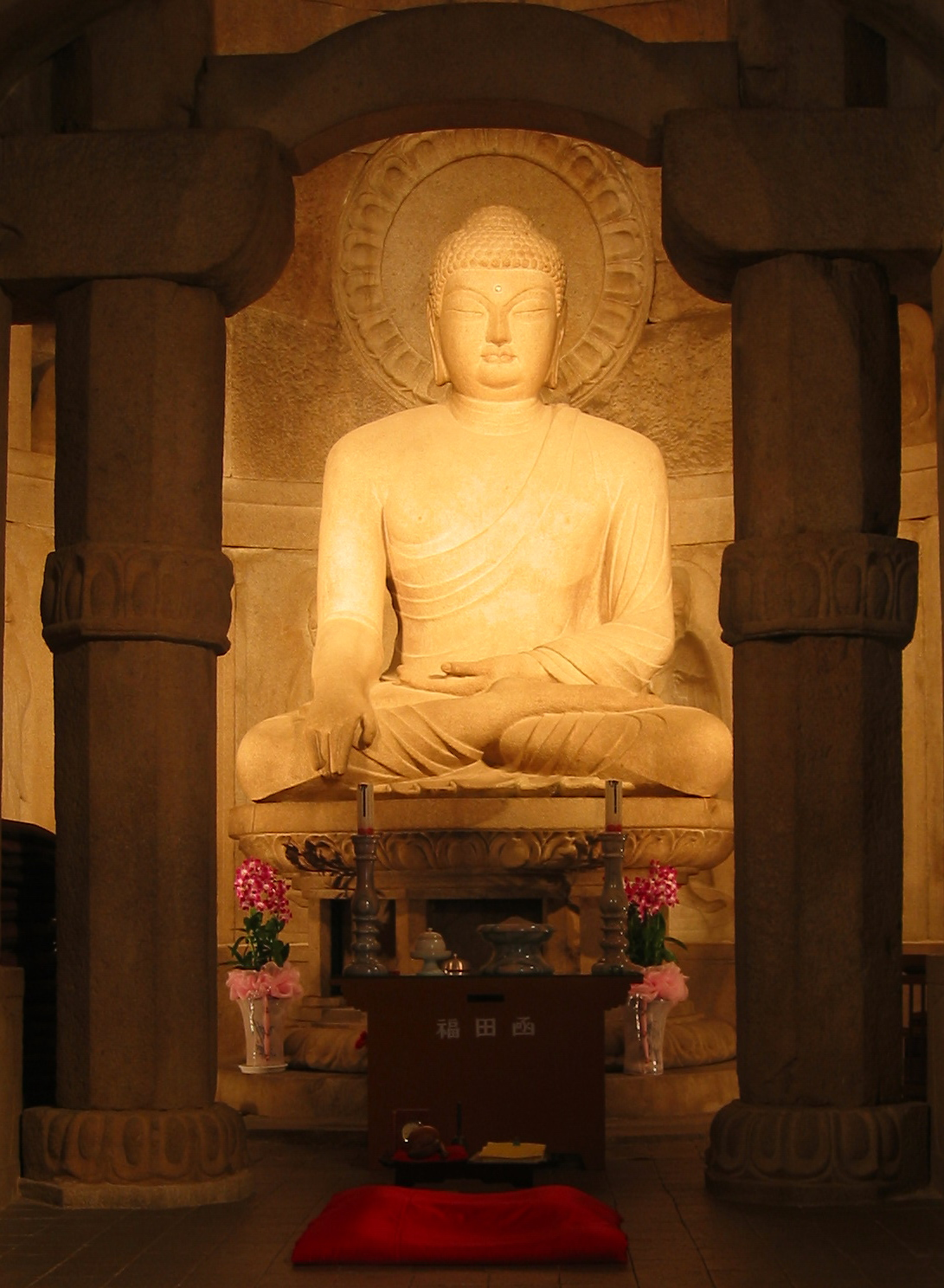
Tempio sotterraneo di Seokguram, Corea del Sud

1. Tempio di Haeinsa, dove sono conservate le tavolette Tripitaka Koreana (1995)
2. Santuario di Jongmyo (1995)
3. Tempio sotterraneo di Seokguram e Tempio di Bulguksa (1995)
4. Complesso del palazzo di Changdeokgung (1997)
5. Fortezza di Hwaseong (1997)
6. Siti dolmenici di Gochang, Hwasun e Ganghwa (2000)
7. Aree storiche di Gyeongju (2000)
8. Isola vulcanica di Jeju e tunnel di lava (2007)
9. Tombe reali della dinastia Joseon (2009)
10. Villaggi storici di Hahoe e Yangdong (2010)
11. Namhansanseong (2014)
12. Aree storiche di Baekje (2015)
13. Sansa, monasteri buddhisti di montagna in Corea (2018)
14. Seowon, accademie neo-confuciane coreane (2019)

### Emirati Arabi Uniti
1. Siti culturali di Al Ain (2011)

### Filippine

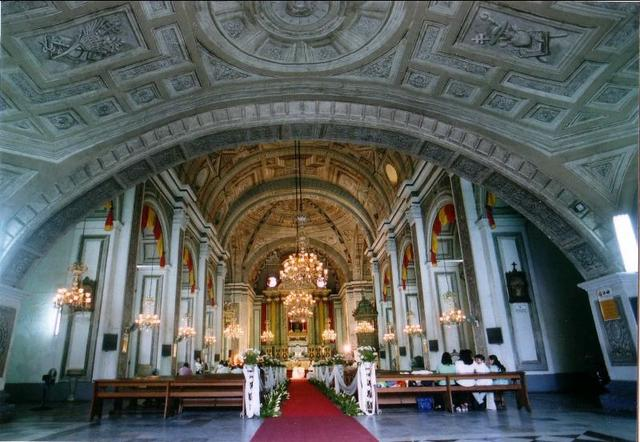
Chiesa di Sant'Agostino a Manila.

1. Chiese barocche delle Filippine (1993)
2. Parco naturale delle barriere coralline di Tubbataha (1993)
3. Risaie a terrazzamenti delle cordigliere delle Filippine (1995)
4. Città storica di Vigan (1999)
5. Parco nazionale del fiume sotterraneo Puerto-Princesa (2000)
6. Santuario naturale della catena del Monte Hamiguitan (2014)

### Gerusalemme

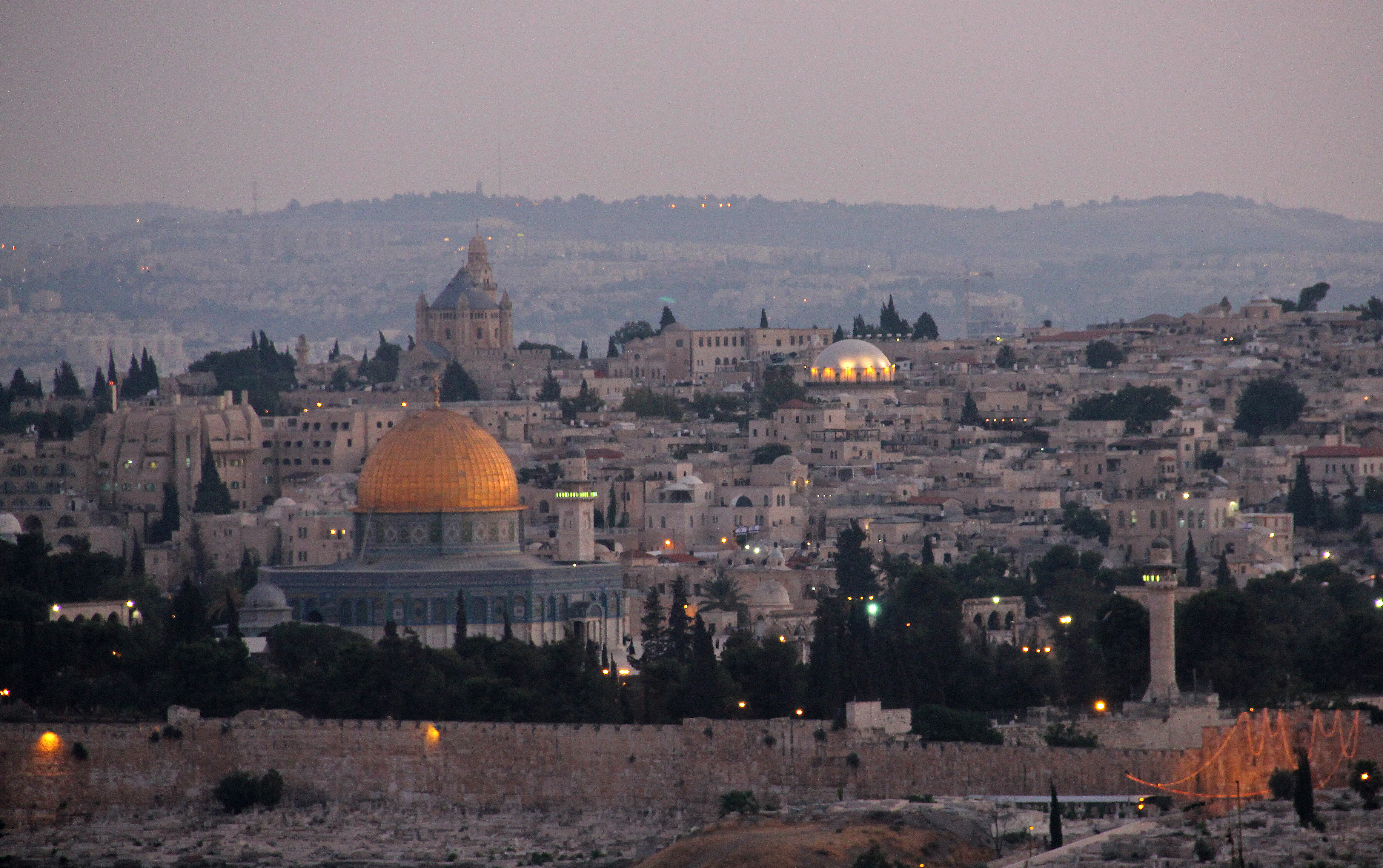
Città Vecchia di Gerusalemme, Gerusalemme

1. Città Vecchia di Gerusalemme e le sue mura (1981)

(La città vecchia di Gerusalemme è all'interno di Gerusalemme Est, che è sotto il controllo israeliano dal 1967, ma non è riconosciuto come territorio facente parte di Israele dalle Nazioni Unite e da molte nazioni. Il sito è stato proposto come patrimonio dell'umanità nel 1981 dalla Giordania, che ritirò le sue pretese sulla città nel 1988.)

### Giappone
1. Monumenti buddisti nell'area di Hōryū-ji (1993)
2. Castello di Himeji (1993)
3. Shirakami-Sanchi (1993)
4. Yakushima (1993)

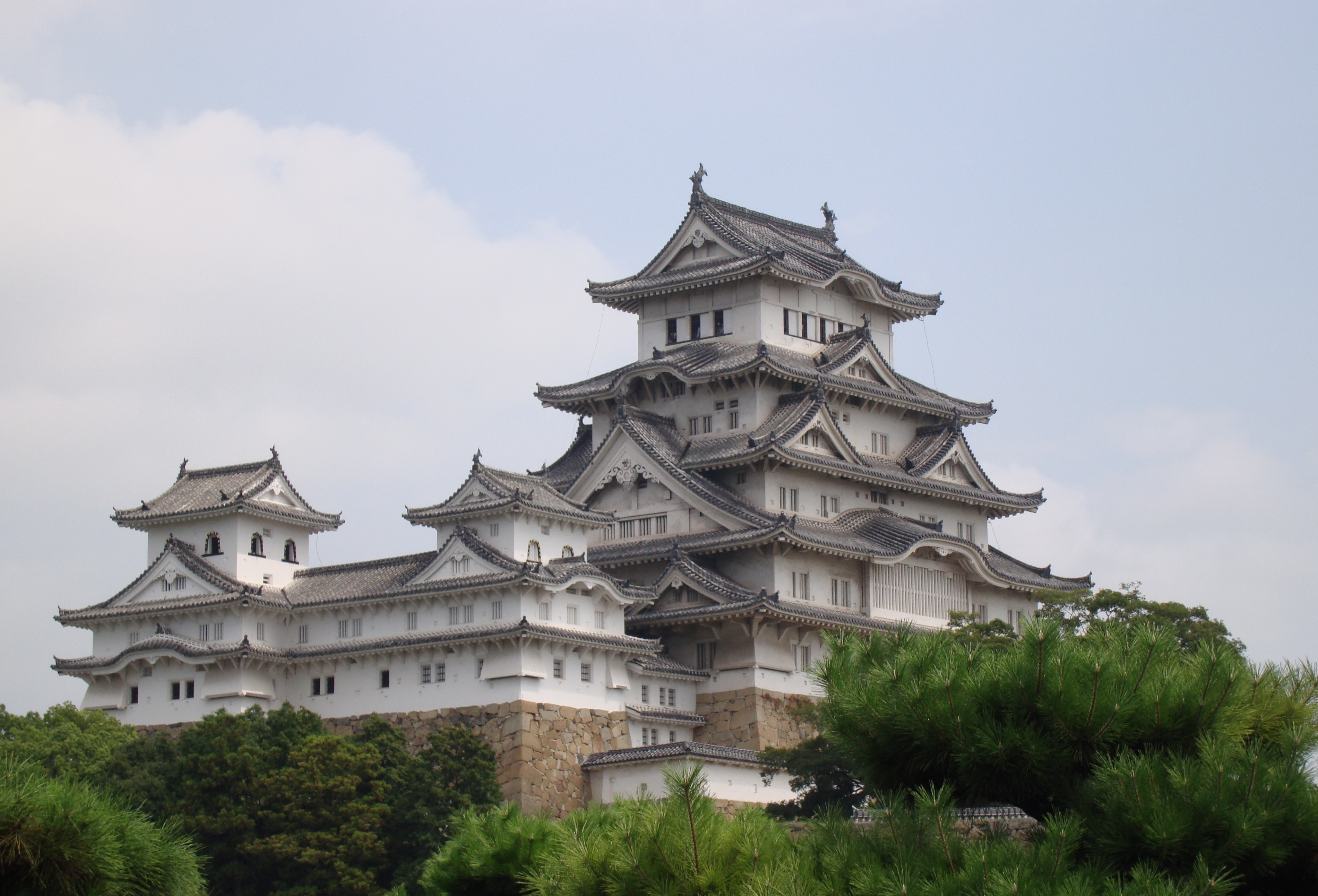
Castello di Himeji, Giappone

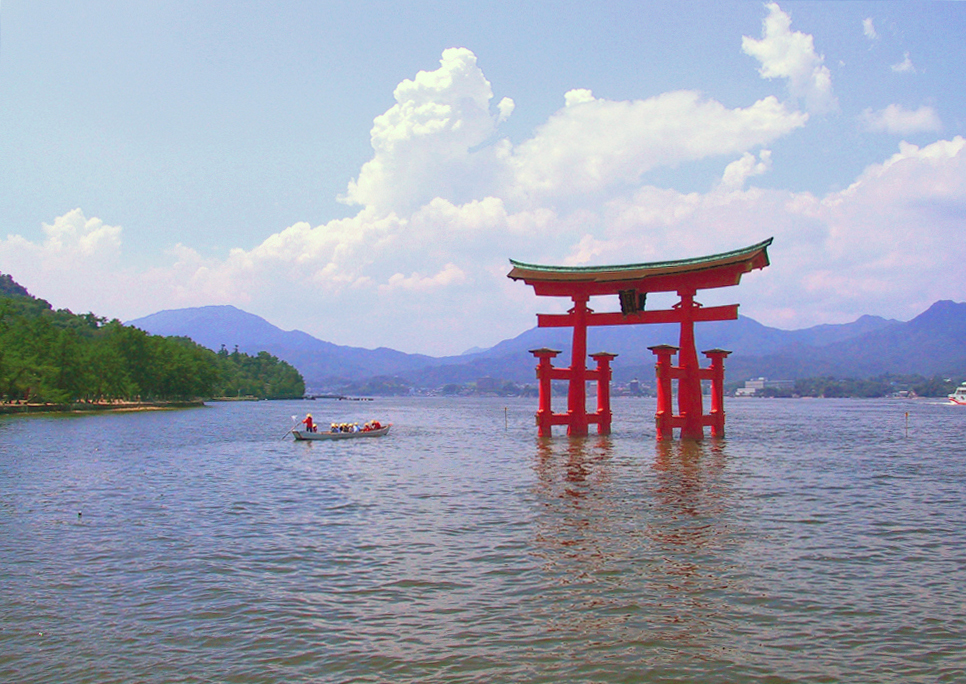
Santuario di Itsukushima, Giappone

5. Monumenti storici dell'antica Kyoto (città di Kyoto, Uji ed Ōtsu) (1994)
6. Villaggi storici di Shirakawa-go e Gokayama (1995)
7. Memoriale della pace di Hiroshima (1996)
8. Santuario shintoista di Itsukushima (1996)
9. Monumenti storici dell'antica Nara (1998)
10. Santuari e templi di Nikkō (1999)
11. Siti Gusuku e beni associati del Regno delle Ryūkyū (2000)
12. Siti sacri e vie di pellegrinaggio nella catena montuosa di Kii (2004)
13. Parco nazionale di Shiretoko (2005)
14. Miniere d'argento di Iwami Ginzan e paesaggio culturale (2007)
15. Hiraizumi - Templi, giardini e siti archeologici che rappresentano la terra pura buddista (2011)
16. Isole Ogasawara (2011)
17. Fuji (2013)
18. Mulino da seta di Tomioka e siti correlati (2014)
19. Siti della rivoluzione industriale Meiji in Giappone: ferro e acciaio, cantieri navali e miniere di carbone (2015)
20. L'opera architettonica di Le Corbusier, un contributo eccezionale al Movimento Moderno (2016)
21. Isola sacra di Okinoshima e siti associati della regione di Munakata (2017)
22. Siti cristiani nascosti della regione di Nagasaki (2018)
23. Gruppo di kofun di Mozu-Furuichi: tumuli funerari del Giappone antico (2019)

### Giordania
1. Petra (1985)
2. Qusayr Amra (1985)

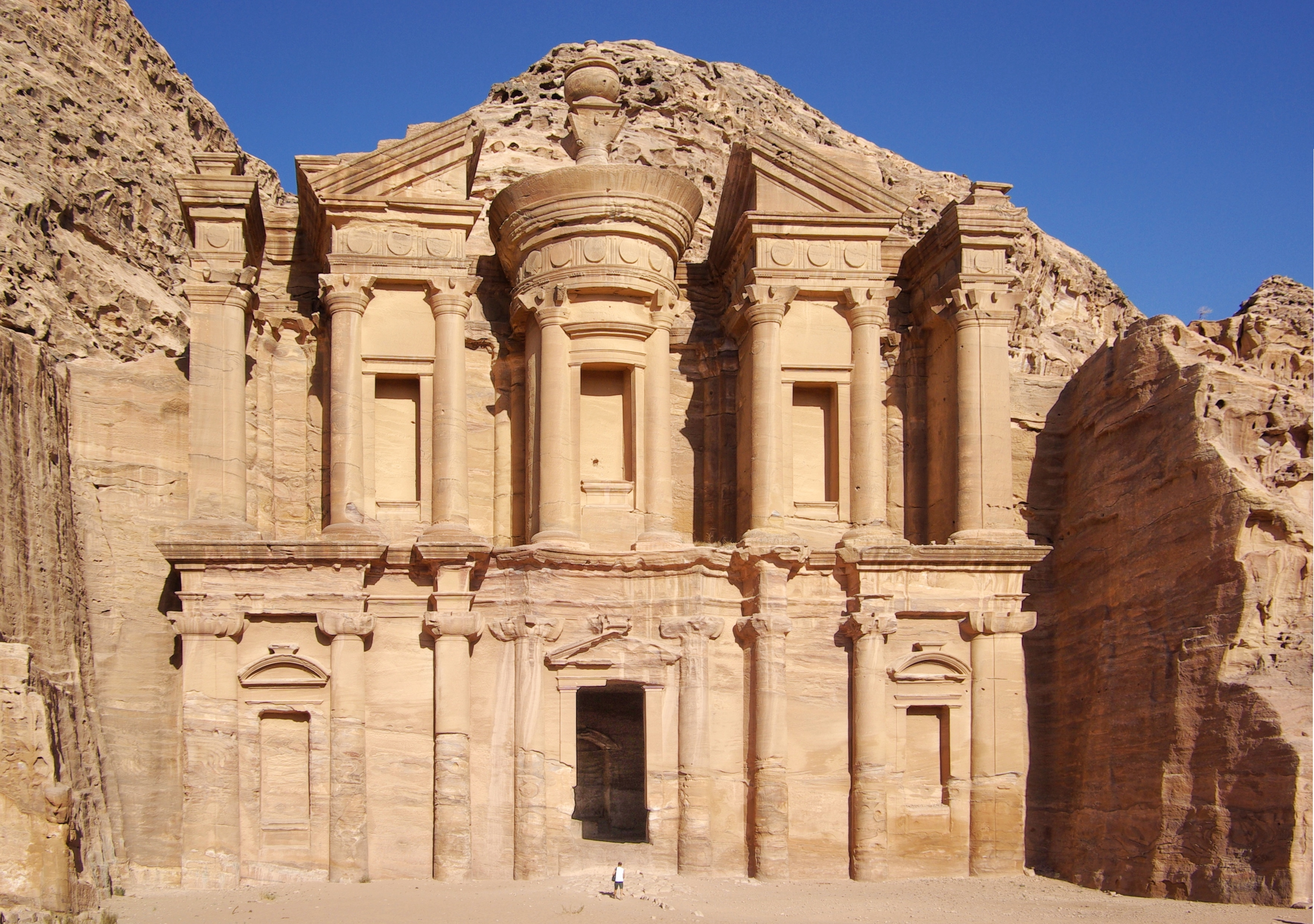
Petra, Giordania

3. Umm al-Rasas (Kastrom Mefa'a) (2004)
4. Area protetta di Wadi Rum (2011)
5. Betania oltre il Giordano, sito del Battesimo (Al-Maghtas) (2015)

### India
1. Forte rosso di Agra (1983)
2. Grotte di Ajanta (1983)
3. Grotte di Ellora (1983)
4. Taj Mahal (1983)

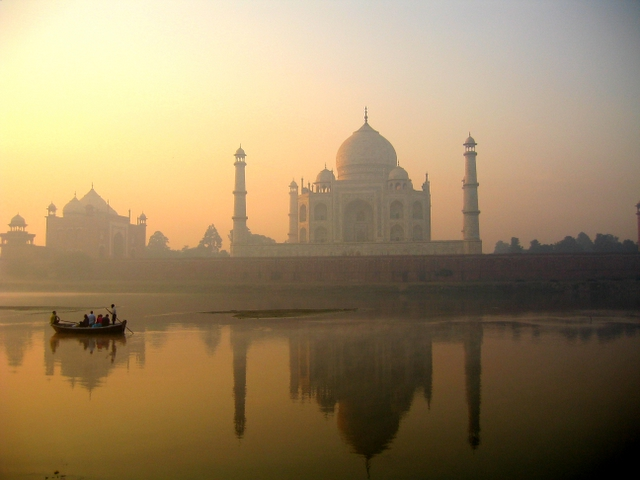
Taj Mahal, India

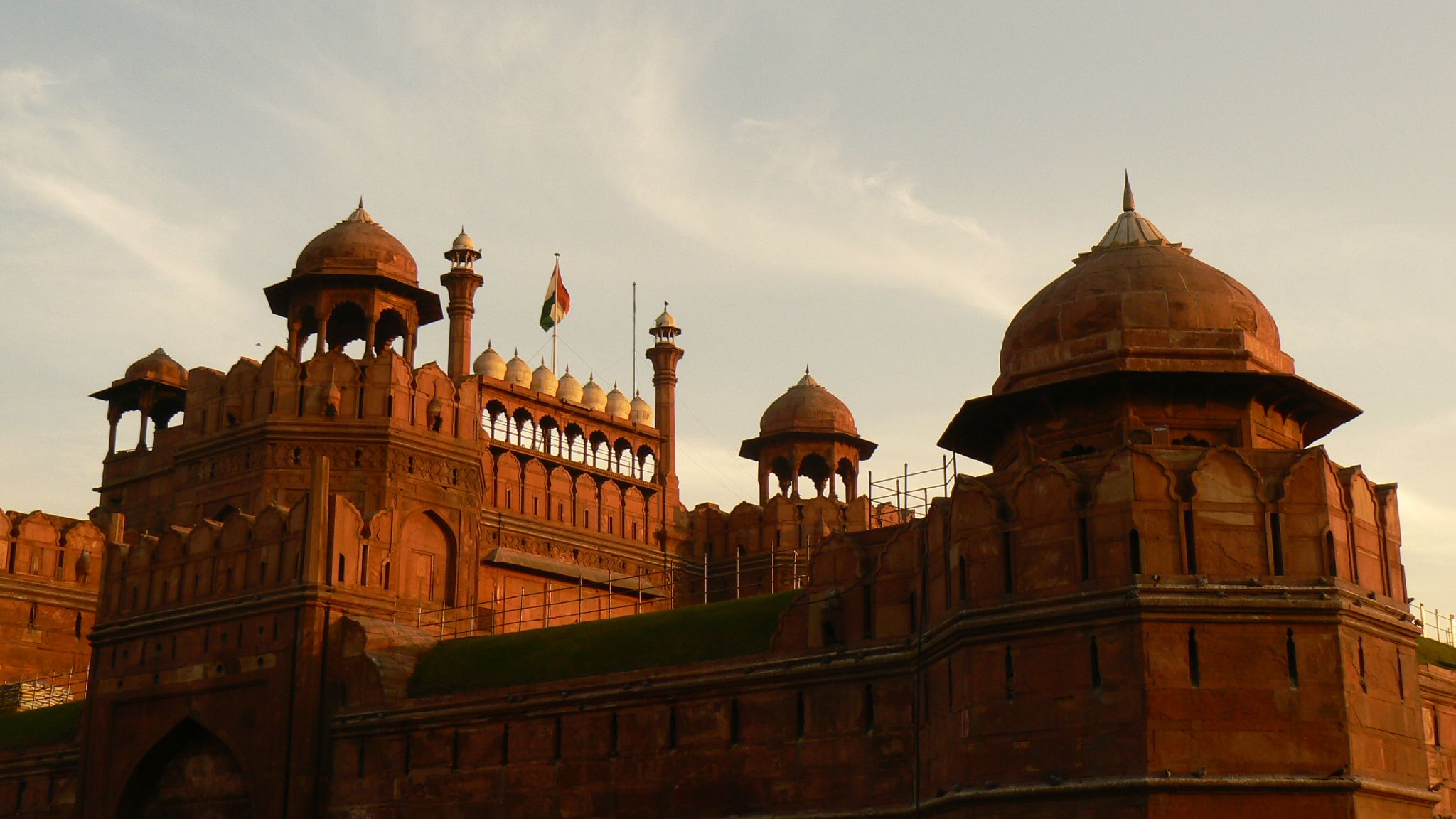
Forte rosso di Delhi, India

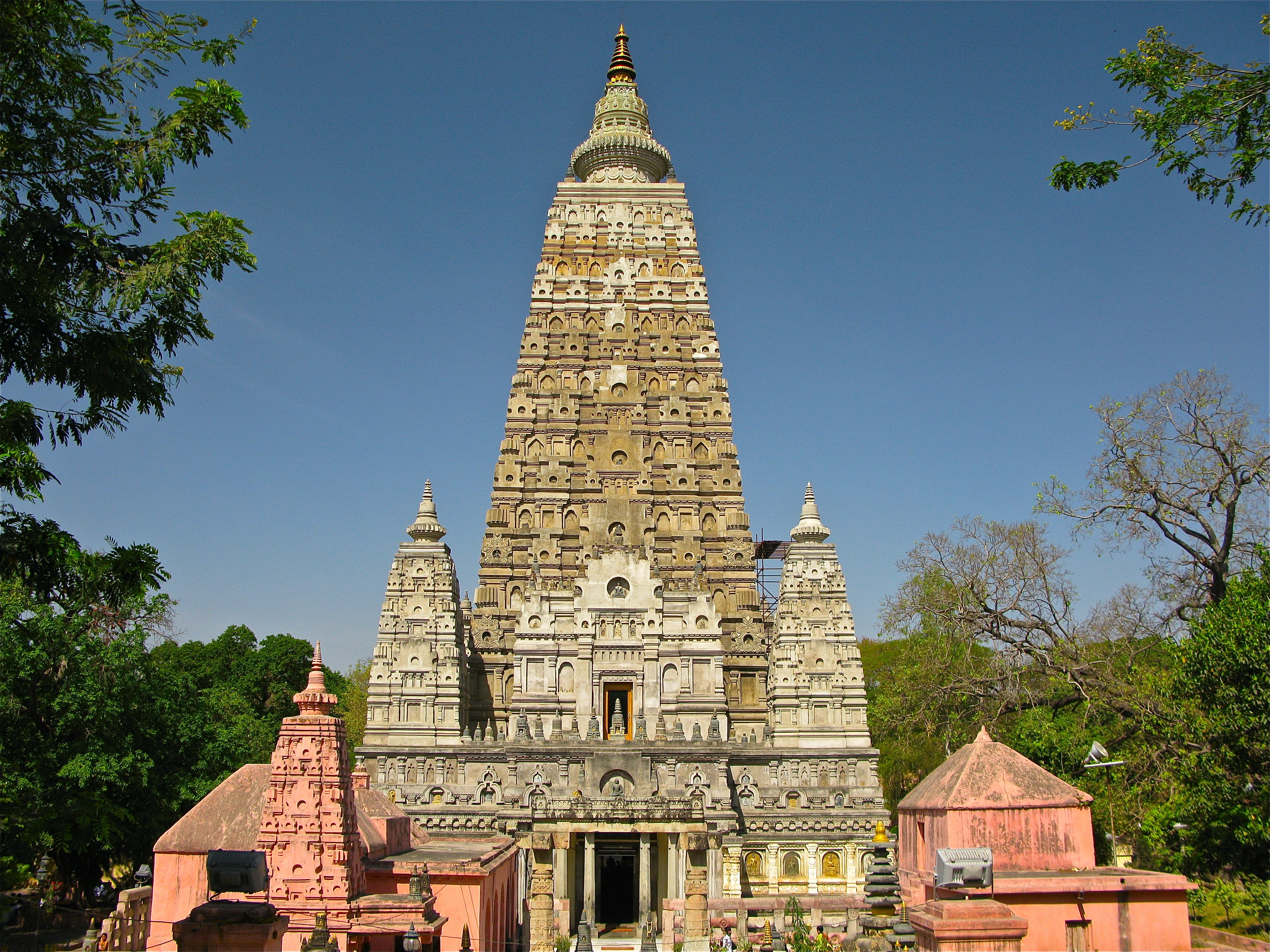
Tempio di Mahabodhi, India

5. Gruppo di monumenti presso Mahabalipuram (1984)
6. Tempio del sole di Konarak (1984)
7. Santuario naturale di Manas (1985)
8. Parco nazionale di Kaziranga (1985)
9. Parco nazionale di Keoladeo (1985)
10. Goa (1986)
11. Fatehpur Sikri (1986)
12. Hampi (1986)
13. Khajuraho (1986)
14. Grotte di Elephanta (1987)
15. Templi di Chola (1987-2004)
16. Pattadakal (1987)
17. Parco nazionale delle Sundarbans (1987)
18. Parco nazionale del Nanda Devi e Parco nazionale della Valle dei fiori (1988-2005)
19. Monumenti buddisti presso Sanchi (1989)
20. Tomba di Humayun (1993)
21. Complesso di Qutb (1993)
22. Ferrovie di montagna dell'India (1999-2005-2008)
23. Tempio di Mahabodhi (2002)
24. Bhimbetka (2003)
25. Parco archeologico Champaner-Pavagadh (2004)
26. Stazione ferroviaria Chhatrapati Shivaji (2004)
27. Forte rosso di Nuova Delhi (2007)
28. Sito di osservazione astronomico Jantar Mantar di Jaipur (2010)
29. Ghati occidentali (2012)
30. Fortezze collinari del Rajasthan (2013)
31. Rani ki vav (il pozzo a gradini della Regina) a Patan, Gujarat (2014)
32. Parco nazionale di Great Himalayan (2014)
33. Sito archeologico di Nalanda Mahavihara (Università di Nalanda) a Nālandā, Bihar (2016)
34. L'opera architettonica di Le Corbusier, un contributo eccezionale al Movimento Moderno (2016)
35. Parco nazionale di Khangchendzonga (2016)
36. Città storica di Ahmadabad (2017)
37. Gruppo di edifici gotico-vittoriani e art-deco di Mumbai (2018)
38. Città di Jaipur, Rajasthan (2019)

### Indonesia

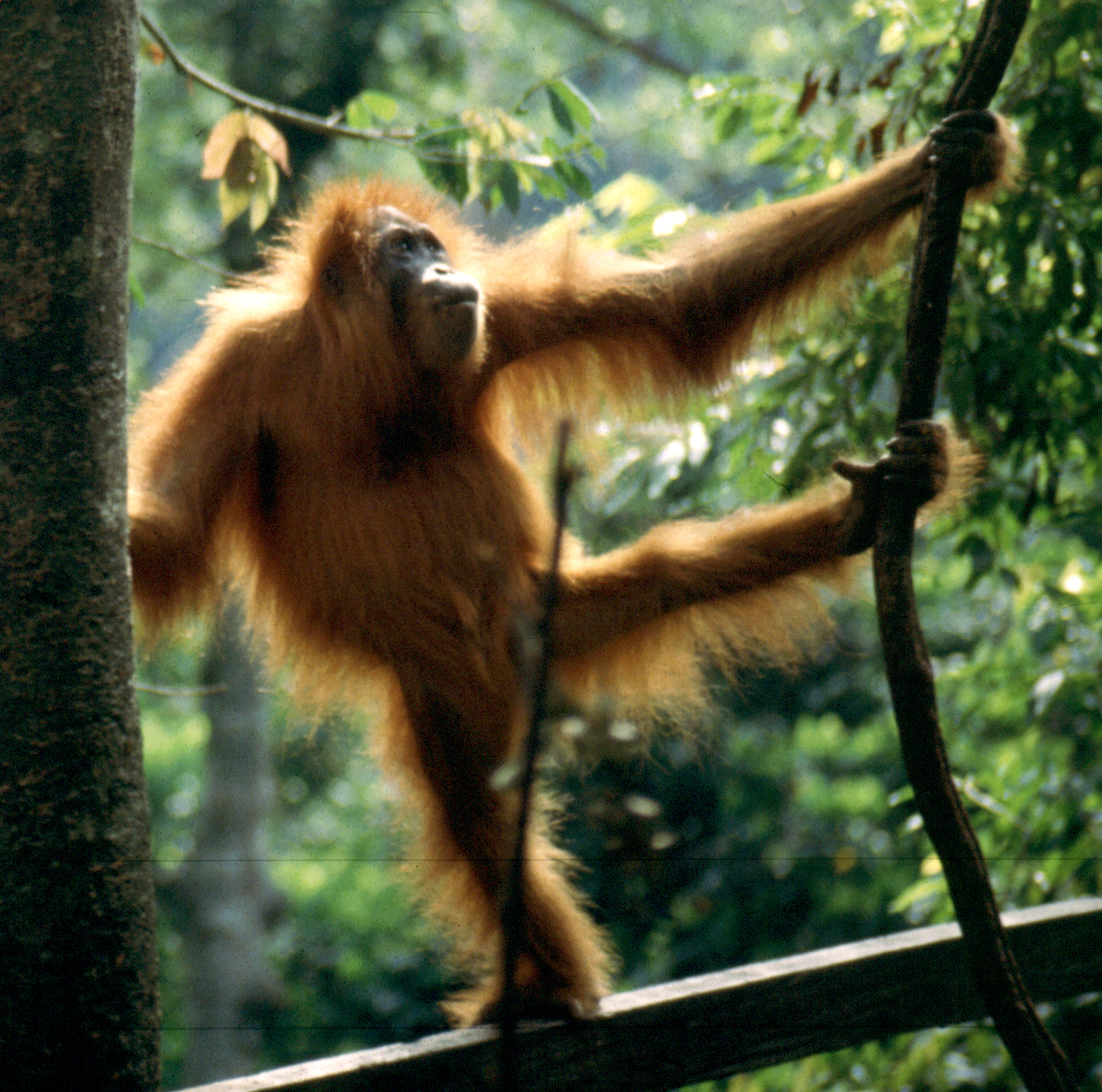
Foresta tropicale di Sumatra, Indonesia

1. Rovine del tempio di Borobudur (1991)
2. Parco nazionale di Komodo (1991)
3. Rovine del tempio di Prambanan (1991)
4. Parco nazionale di Ujung Kulon (1991)
5. Sito del primo uomo di Sangiran (1996)
6. Parco nazionale di Lorentz (1999)
7. Patrimonio della foresta tropicale di Sumatra (2004)
8. Paesaggio culturale di Bali: il sistema Subak come manifestazione della filosofia Tri Hita Karana (2012)
9. Patrimonio della miniera di carbone di Ombilin a Sawahlunto (2019)

### Iran

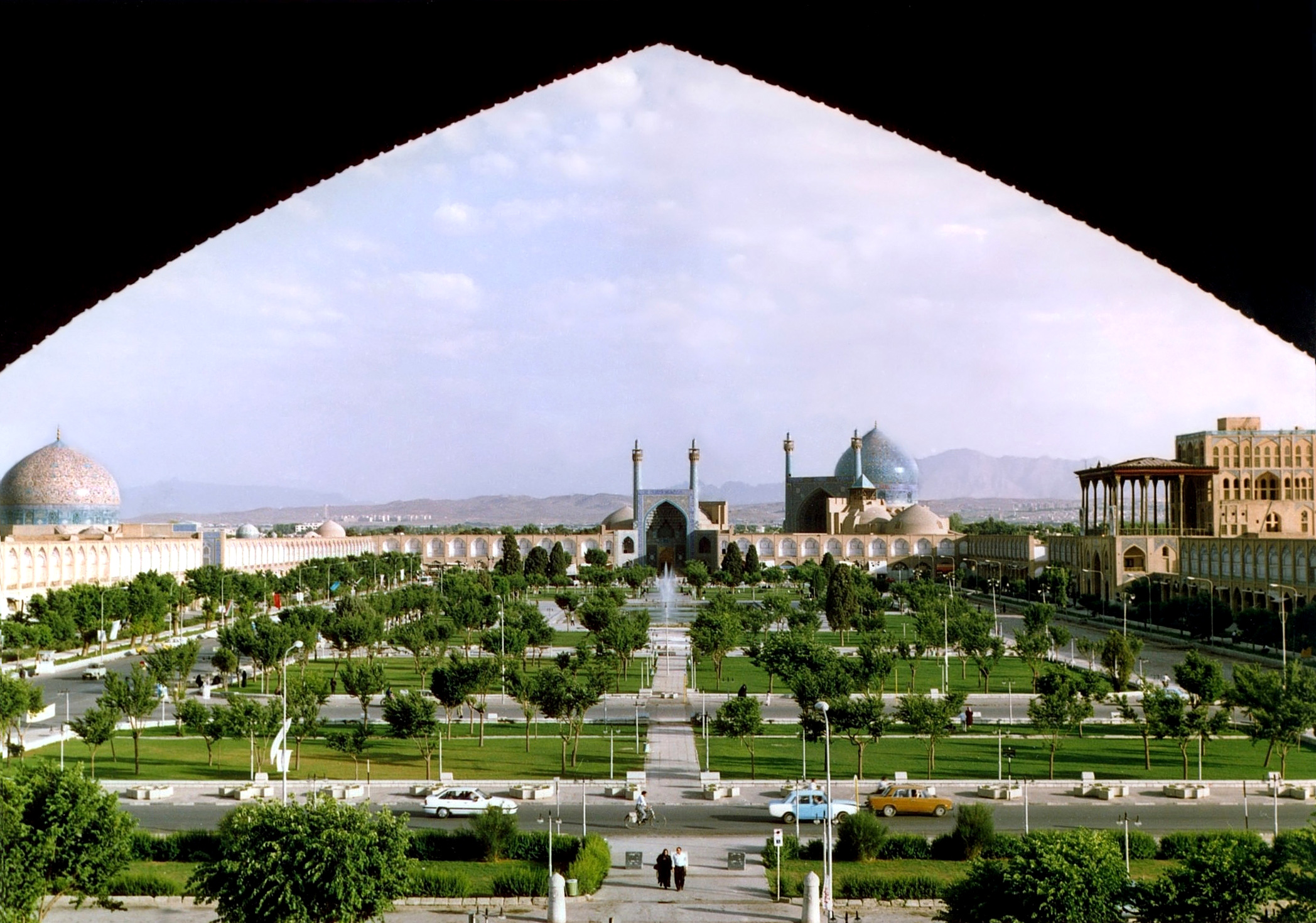
Piazza Naqsh-e jahàna Esfahan, Iran

1. Piazza Naqsh-e jahàn, Esfahan (1979)
2. Persepoli (1979)
3. Choqa zanbil (1979)
4. Takht-e Soleyman (2003)
5. Bam e il suo paesaggio culturale (2004)
6. Pasargade (2004)
7. Il mausoleo di Soltaniyeh (2005)
8. Bisotun (2006)
9. Insediamenti monastici armeni (2008)
10. Storico sistema idraulico di Shushtar (2009)
11. Bazar storici di Tabriz (2010)
12. Santuario e tomba dello sceicco Safī al-Dīn (2010)
13. Giardino persiano (2011)
14. Masjed-e Jāmé di Esfahan (2012)
15. Gonbad-e Qābus (2012)
16. Palazzo del Golestan (2013)
17. Shahr-I Sokhta (2014)
18. Paesaggio culturale di Maymand (2015)
19. Susa (2015)
20. Il qanat persiano (2016)
21. Deserto di Lut (2016)
22. Città storica di Yazd (2017)
23. Panorama archeologico sasanide della regione di Fars (2018)
24. Foreste ircane (2019)

### Iraq
1. Hatra (1985)
2. Assur (Qal'at Sherqat) (2003)

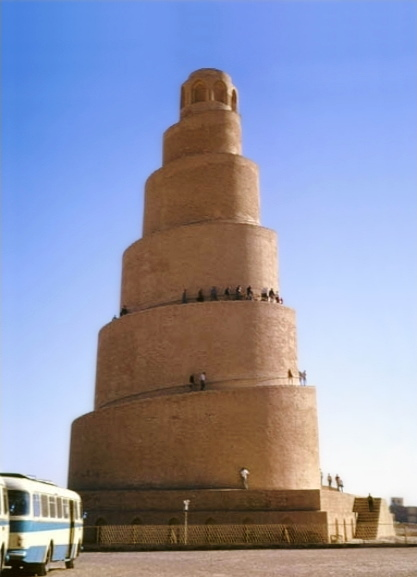
Samarra, Iraq

3. Città archeologica di Samarra (2007)
4. Cittadella di Erbil (2014)
5. Ahwar dell'Iraq meridionale: rifugio di biodiversità e paesaggio reliquia delle città mesopotamiche (2016)
6. Babilonia (2019)

### Israele
Vedi anche Gerusalemme
1. Masada (2001)
2. Città vecchia di Acri (2001)
3. La "città bianca" di Tel Aviv (movimento moderno) (2003)
4. I tell di Megiddo, Hazor e Be'er Sheva (2005)
5. Via dell'incenso - città nel deserto del Negev (2005)
6. Luoghi sacri Baha'i ad Haifa e in Galilea occidentale (2008)
7. Sito dell'evoluzione umana presso il Monte Carmelo: le grotte di Nahal Me'arot/Wadi el-Mughara (2012)
8. Grotte di Maresha e Bet-Guvrin nel bassopiano della Giudea come microcosmo della Terra delle grotte (2014)
9. Necropoli di Beit She'arim: punto di riferimento del rinnovamento ebraico (2015)

### Kazakistan

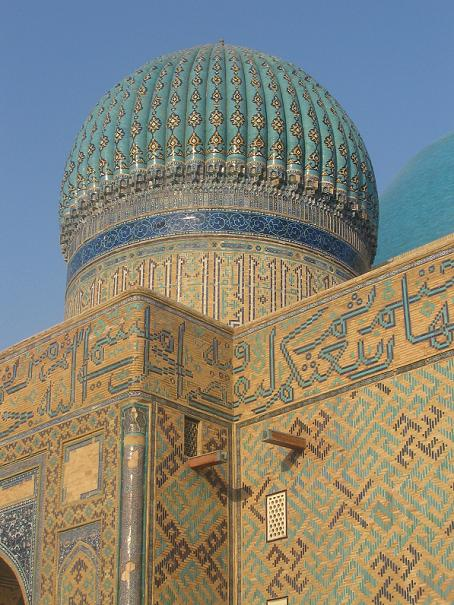
il Mausoleo di Khoja Ahmed Yasawi a Turkistan, Kazakistan

1. Mausoleo di Khoja Ahmed Yasawi (2003)
2. Incisioni rupestri all'interno del paesaggio archeologico di Tamgaly (2004)
3. Saryarka – Steppe e laghi del Kazakistan settentrionale (2008)
4. Vie della Seta: la rete di percorsi del corridoio Chang'an-Tianshan (2014)
5. Tien Shan occidentale (2016)

### Kirghizistan
1. Montagna sacra di Sulaiman-Too (2009)
2. Vie della Seta: la rete di percorsi del corridoio Chang'an-Tianshan (2014)
3. Tien Shan occidentale (2016)

### Laos
1. Città di Luang Prabang (1995)
2. Vat Phou con gli antichi insediamenti nel paesaggio culturale di Champasak (2001)
3. Sito di giare megalitiche di Xiangkhoang - Piana delle Giare (2019)

### Libano
1. Anjar (1984)
2. Baalbek (1984)
3. Biblo (1984)
4. Tiro (1984)
5. Ouadi Qadisha (la Valle sacra) e la Foresta dei cedri di Dio (Horsh Arz el-Rab) (1998)

### Malaysia

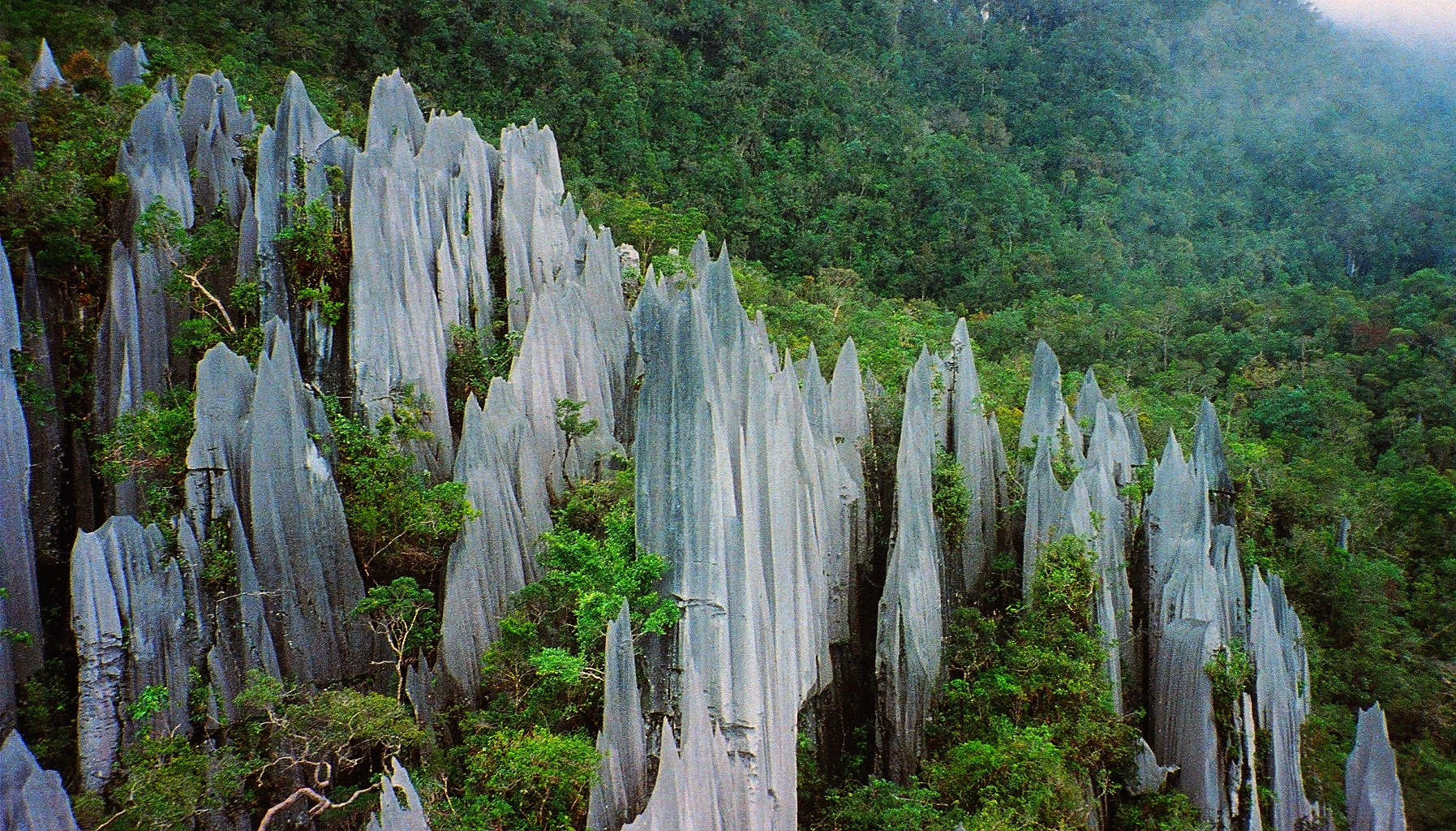
Pinnacoli nel Parco Gunung Mulu, Malaysia

1. Parco nazionale di Gunung Mulu (2000)
2. Parco di Kinabalu (2000)
3. Città storiche di Malacca e George Town nello Stretto di Malacca (2008)
4. Patrimonio archeologico della Valle di Lenggong (2012)

### Mauritius
1. Aapravasi Ghat (2006)
2. Paesaggio culturale di Le Morne (2008)

### Mongolia
1. Bacino di Uvs Nuur (2003)
2. Paesaggio culturale della Valle dell'Orkhon (2004)
3. Complessi di petroglifi dell'Altai mongolo (2011)
4. Burhan Haldun ed il paesaggio sacro circostante (2015)
5. Paesaggi della Dauria (2017)

### Nepal
1. Valle di Kathmandu (1979-2006)

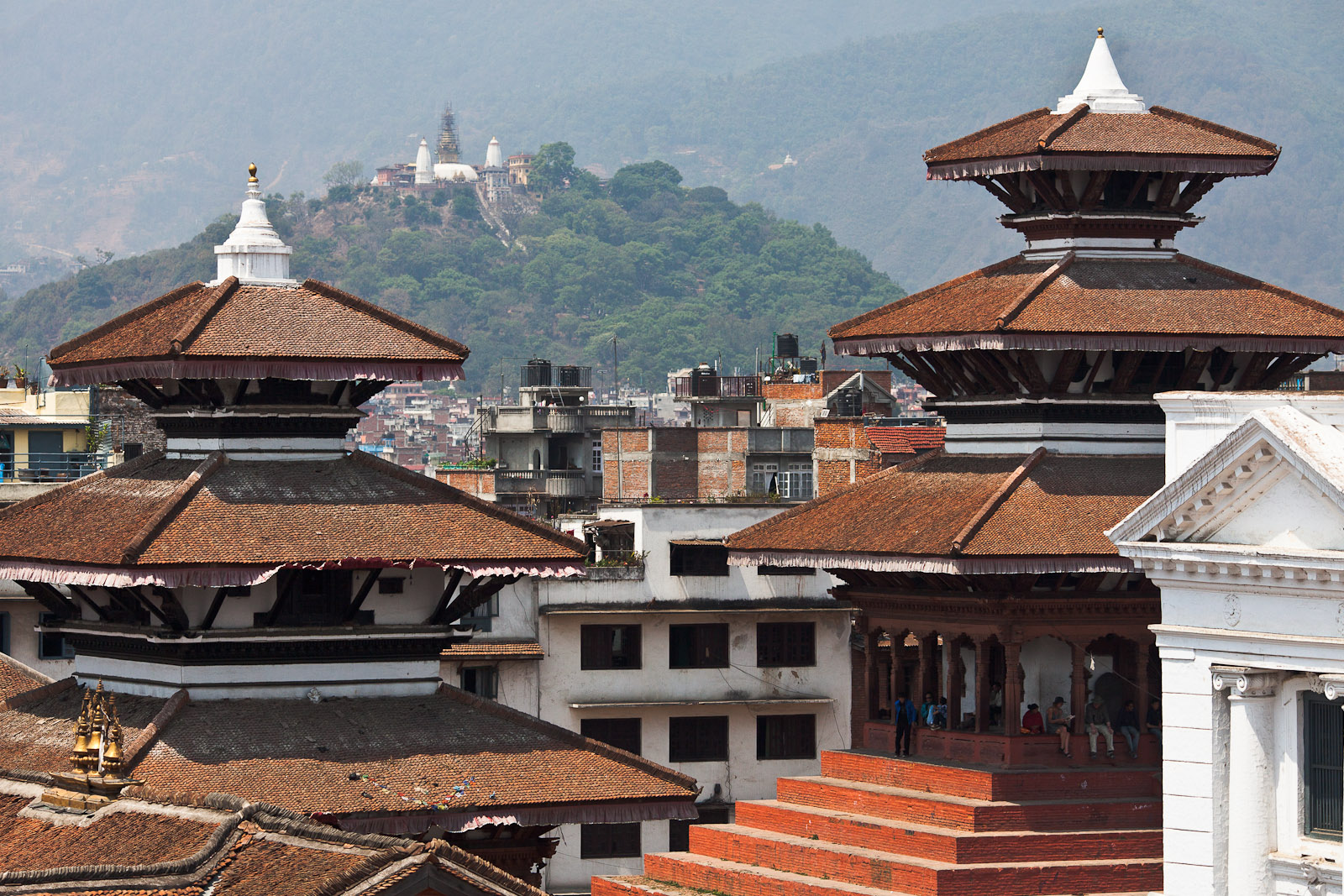
Kathmandu, Nepal

2. Parco nazionale di Sagarmatha (1979)
3. Parco nazionale reale di Chitwan (1984)
4. Lumbini, il luogo natale di Buddha (1997)

### Oman
1. Forte Bahla (1987)
2. Siti archeologici di Bat, Al-Khutm e Al-Ayn (1988)
Santuario dell'Orice d'Arabia (inserito nel 1994, cancellato nel 2007)
3. Terra dell'incenso (2000)
4. Sistemi d'irrigazione Aflaj dell'Oman (2006)
5. Antica città di Qalhat (2018)

### Pakistan

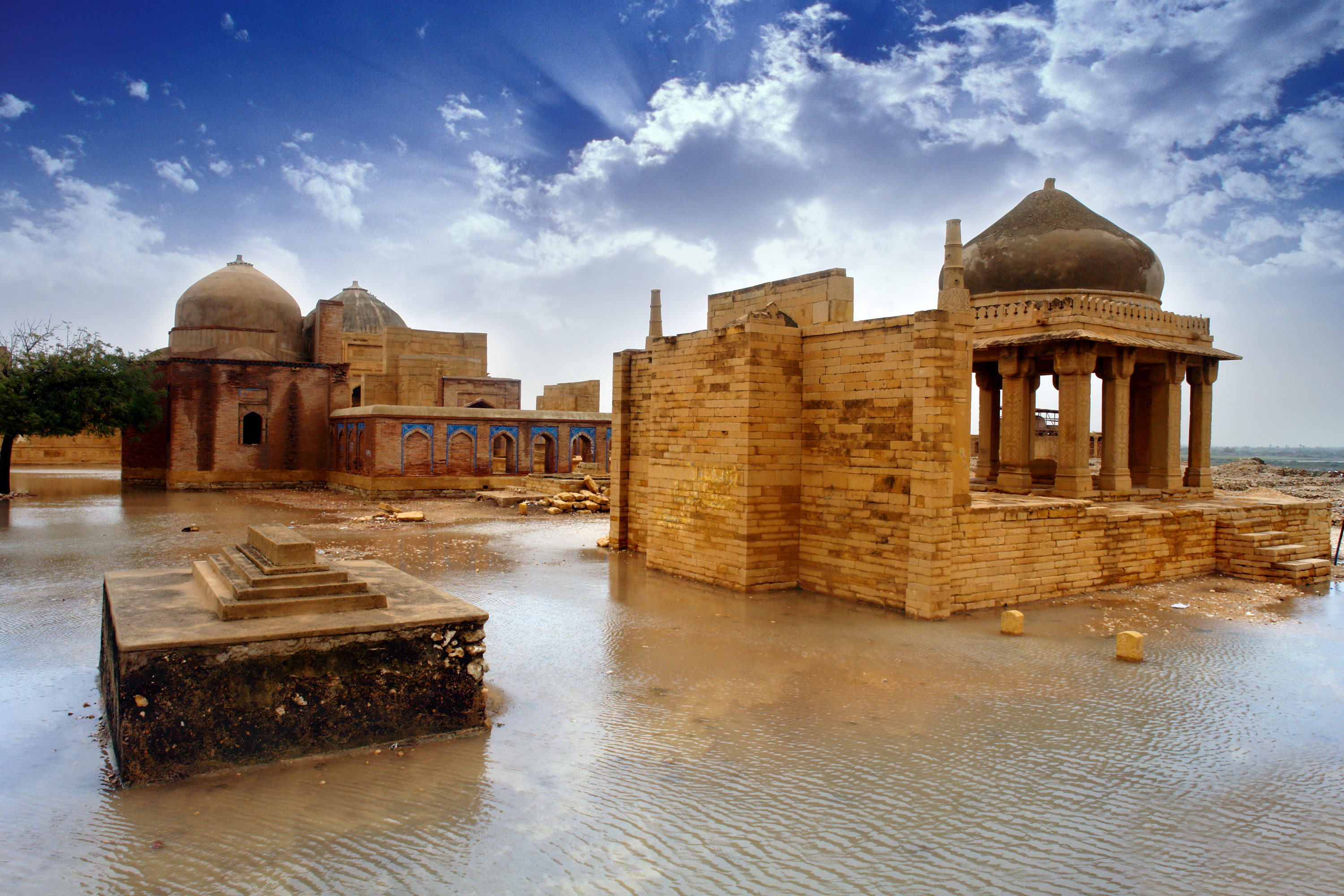
Thatta, Pakistan

1. Rovine archeologiche a Mohenjo-daro (1980)
2. Rovine buddiste a Takht-i-Bahi e resti della vicina città di Sahr-i-Bahlol (1980)
3. Taxila (1980)
4. Forte e giardini Shalimar a Lahore (1981)
5. Monumenti storici di Makli, Thatta (1981)
6. Forte Rohtas (1997)

### Palestina
Vedi anche Gerusalemme
1. Luogo della nascita di Gesù: la Basilica della Natività e la Via del Pellegrinaggio, Betlemme (2012)
2. Battir (2014)
3. Città vecchia di Hebron/Al-Khalil (2017)

### Qatar
1. Sito archeologico di Al Zubarah (2013)

### Russia
1. Centro storico di San Pietroburgo e relativi gruppi di monumenti (1990)
2. Pogost' Kiži (1990)
3. Il Cremlino e la Piazza Rossa, Mosca (1990)
4. Monumenti storici di Velikij Novgorod e dintorni (1992)
5. Insieme storico e culturale delle Isole Soloveckie (1992)
6. Monumenti bianchi di Vladimir e Suzdal' (1992)
7. Insieme architettonico del Monastero della Trinità di San Sergio a Sergiev Posad (1993)
8. Chiesa dell'Ascensione, Kolomenskoje (1994)
9. Foresta vergine di Komi, Urali Settentrionali (1995)
10. Lago Baikal (1996)
11. Vulcani della Kamčatka (1996-2001)
12. Montagne d'Oro dell'Altai (1998)
13. Caucaso occidentale (1999)
14. Insieme del monastero di Ferapontov (2000)
15. Complesso storico e architettonico del Cremlino di Kazan' (2000)
16. Istmo di Curlandia (2000)
17. Valle del fiume Bikin[3] (2001-2018)
18. Bacino di Uvs Nuur (2003)
19. Cittadella, città antica e costruzioni della fortezza di Derbent (2003)
20. Complesso del Convento di Novodevičij (2004)
21. Sistema naturale della Riserva dell'isola di Wrangel (2004)
22. Il centro storico della città di Jaroslavl' (2005)
23. Arco geodetico di Struve (2005)
24. Altopiano Putorana (2010)
25. Parco naturale dei Pilastri della Lena (2012)
26. Complesso storico ed archeologico di Bolgar (2014)
27. Paesaggi della Dauria (2017)
28. Cattedrale e monastero dell'Assunzione della città-isola di Svijažsk (2017)
29. Chiese della scuola d'architettura di Pskov (2019)

### Seychelles
1. Atollo Aldabra (1982)

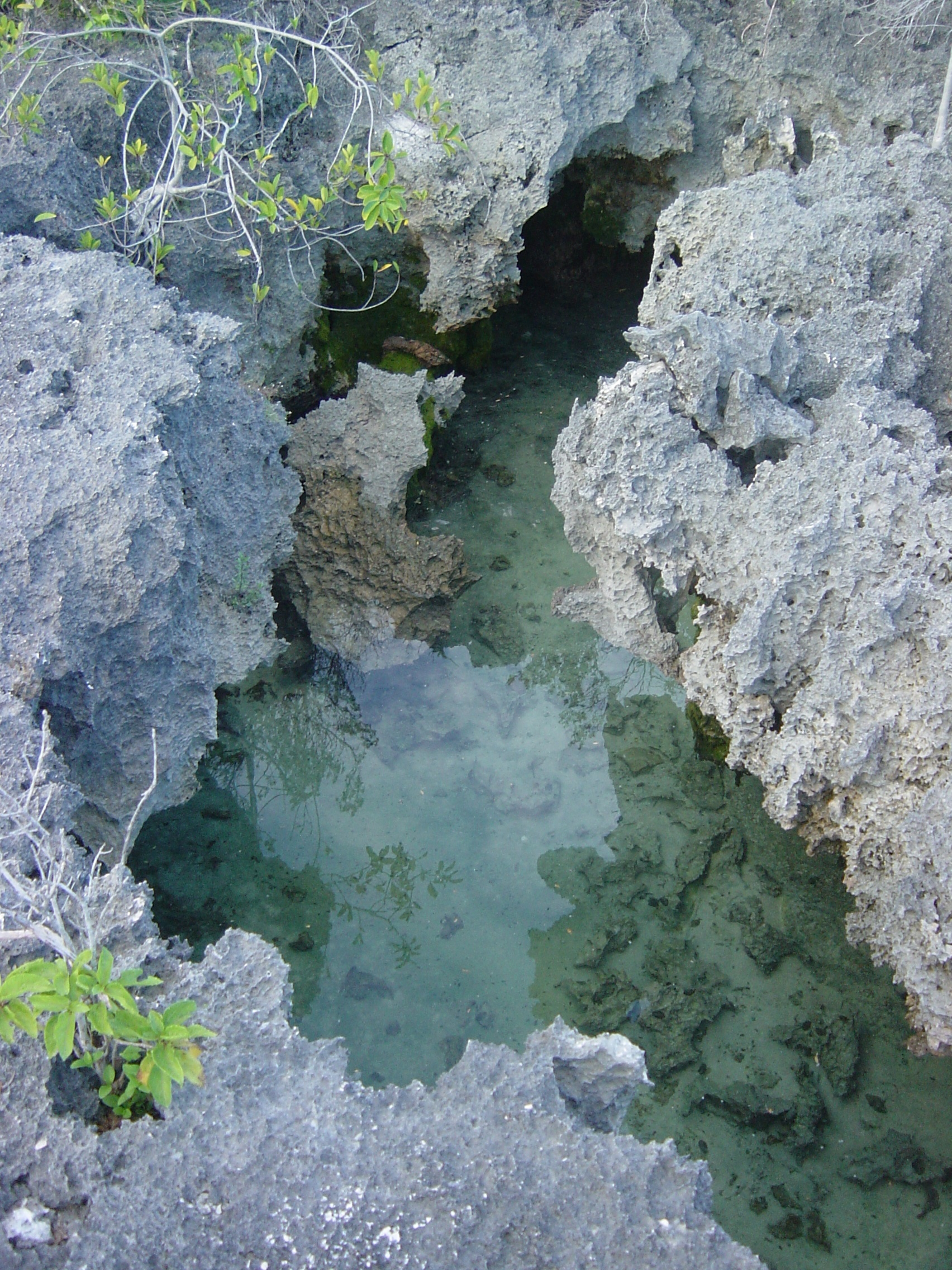
Atollo di Aldabra

2. Riserva naturale Vallée de Mai (1983)

### Singapore
1. Giardini botanici di Singapore (2015)

### Siria
1. Antica città di Damasco (1979)

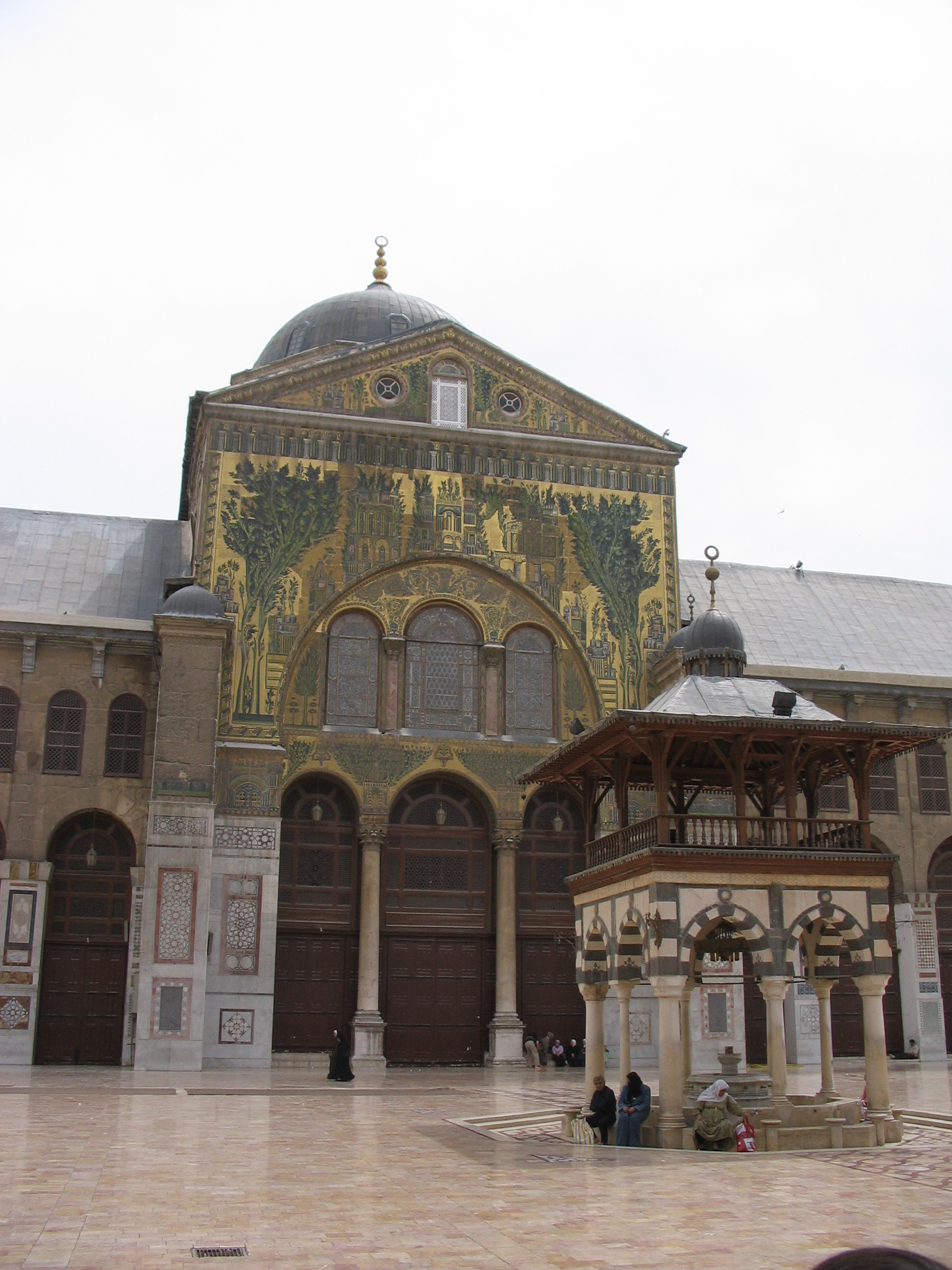
La Grande Moschea degli Omayyadi situata nell'antica città di Damasco.

2. Antica città di Bosra (o Bostra) (1980)
3. Sito archeologico di Palmira (1980)
4. Antica città di Aleppo (1986)
5. Crac des Chevaliers e Qal'at Salah El-Din (2006)
6. Antichi villaggi della Siria settentrionale (2011)

### Sri Lanka
1. Antica città di Polonnaruwa (1982)
2. Antica città di Sigiriya (1982)
3. Città sacra di Anurādhapura (1982)
4. Città vecchia di Galle e le sue fortificazioni (1988)
5. Città sacra di Kandy (1988)
6. Riserva forestale di Sinharaja (1988)
7. Tempio d'oro di Dambulla (1991)
8. Altopiani centrali dello Sri Lanka (2010)

### Tagikistan
1. Sito proto-urbano di Sarazm (2010)
2. Parco nazionale tagiko (montagne dei Pamir) (2013)

### Thailandia
1. Città storica di Ayutthaya e città storiche associate (1991)
2. Città storica di Sukhothai e città storiche associate (1991)
3. Santuari della vita selvatica di Thungyai e Huai Kha Khaeng (1991)
4. Sito archeologico di Ban Chiang (1992)
5. Complesso forestale di Dong Phayayen-Khao Yai (2005)
6. Complesso forestale di Kaeng Krachan (2021)

### Turchia
1. Aree storiche di Istanbul (1985)
2. Parco nazionale di Göreme e siti rupestri della Cappadocia (1985)
3. Moschea grande e Ospedale di Divriği (1985)
4. Ḫattuša (1986)
5. Nemrut Dağı (1987)
6. Hierapolis-Pamukkale (1988)
7. Xanthos-Letoon (1988)
8. Città di Safranbolu (1994)
9. Sito archeologico di Troia (1998)
10. Moschea Selimiye e suo complesso sociale (2011)
11. Sito neolitico di Çatalhöyük (2012)
12. Bursa e Cumalıkızık: la nascita dell'Impero ottomano (2014)
13. Pergamo e il suo paesaggio culturale multistratificato (2014)
14. Efeso (2015)
15. Fortezza di Diyarbakır e il paesaggio culturale dei giardini Hevsel (2015)
16. Sito archeologico di Ani (2016)
17. Afrodisia (2017)
18. Göbekli Tepe (2018)

### Turkmenistan
1. Parco storico e culturale di Stato "Antica Merv" (1999)
2. Kunya-Urgench (2005)
3. Fortezze partiche di Nisa (2007)

### Uzbekistan
1. Itchan Kala (1990)
2. Centro storico di Bukhara (1993)
3. Centro storico di Shahrisabz (2000)
4. Samarcanda - crocevia di culture (2001)
5. Tien Shan occidentale (2016)

### Vietnam
1. Complesso dei monumenti di Huế (1993)
2. Baia di Ha Long (1994-2000)
3. Antica città di Hội An (1999)
4. Santuario di Mỹ Sơn (1999)
5. Parco nazionale di Phong Nha-Ke Bang (2003-2015)
6. Città imperiale di Thang Long-Hanoi (2010)
7. Cittadella della dinastia Ho (2011)
8. Complesso paesaggistico di Tràng An (2014)

### Yemen
1. Antica città murata di Shibam (1982)
2. Città vecchia di Sana'a (1986)
3. Città storica di Zabid (1993)
4. Arcipelago di Socotra (2008)

## Patrimoni transfrontalieri

Suddivisione dei patrimoni UNESCO per nazione (2018)

L'UNESCO considera la possibilità del riconoscimento di siti la cui estensione attraversa i confini degli Stati, detti quindi transfrontalieri.
Nel caso, ad esempio, delle foreste primordiali dei faggi dei Carpazi e di altre regioni d'Europa il patrimonio comprende siti in ben 12 stati, mentre in quello dell'arco geodetico di Struve il patrimonio si estende in 10 stati (alla creazione dell'arco, 1816-1855, erano solo due; sono aumentati a seguito delle vicende politiche della scandinavia, dell'impero russo e dello stato sovietico).

### Argentina/Belgio/Francia/Germania/Giappone/India/Svizzera
- L'opera architettonica di Le Corbusier, un contributo eccezionale al Movimento Moderno (2016)

### Bielorussia/Estonia/Finlandia/Lettonia/Lituania/Moldavia/Norvegia/Russia/Svezia/Ucraina
- Arco geodetico di Struve (2005)

### Cina/Kazakistan/Kirghizistan
- Vie della Seta: la rete stradale del corridoio Chang'an-Tianshan (2014)

### Kazakistan/Kirghizistan/Uzbekistan
- Tien Shan occidentale (2016)

### Mongolia/Russia
- Bacino di Uvs Nuur (2003)
- Paesaggi della Dauria (2017)